# Stootshorn-Veenhuizen
Stootshorn-Veenhuizen is een voormalig waterschap in de Nederlandse provincie Groningen.
Het waterschap is ontstaan als een fusie van Stootshorn en Veenhuizen en lag zo'n 3 km ten westen van Noordbroek. Het lag tussen de Sappemeersterweg (in het oosten) en de gemeentegrens Menterwolde-Slochteren (in het westen) in. In 1966 werden enkele tot dan toe onbemalen gronden aan het schap toegevoegd.
Waterstaatkundig gezien ligt het gebied sinds 2000 binnen dat van het waterschap Hunze en Aa's.